# جون هولت
جون هولت (بالإنجليزية: John Holt)‏ (21 نوفمبر 1956 بدندي في المملكة المتحدة - ) هو مدرب كرة قدم ولاعب كرة قدم بريطاني في مركز الظهير. لعب مع دندي يونايتد ودونفرملين أثلتيك ونادي دندي ونادي مونتروز لكرة القدم وفورفار أثلتيك ‏ وDeveronvale F.C. ‏.

## وصلات خارجية
- جون هولت على موقع قاعدة بيانات كرة القدم.إي يو (الإنجليزية)